# Mazarredia annamensis
Mazarredia annamensis är en insektsart som beskrevs av Günther, K. 1939. Mazarredia annamensis ingår i släktet Mazarredia och familjen torngräshoppor. Inga underarter finns listade i Catalogue of Life.